# Fort Thiriet
Pour les articles homonymes, voir Thiriet.
Le Fort Thiriet est un fort situé en territoire algérien près des frontières avec la Tunisie et la Libye.

## Géographie
Sur la commune de Debdeb tout au nord de la Wilaya d'Illizi, entre l’Oued Mariksene au Sud et Bordj (Fort) Messouda au Nord.
Situé en territoire Algérien à l’Est, à la limite extrême sud de la Tunisie et extrême ouest de la Libye, Fort Thiriet est à 12 km au Ouest-Nord-Ouest de Ghadamès (Libye), au bord Sud-Est du Grand Erg Oriental.

## Histoire
C’est un site riche pour l’étude de la préhistoire du Sahara au paléolithique et particulièrement pour la période néolithique.
Le nom de « fort Thiriet » rend hommage au Colonel R. Thiriet, commandant le territoire militaire des oasis sahariennes, né en 1899 et mort le 21 novembre 1956 à Tripoli (Libye), où il représentait l'Algérie au sein de la commission de délimitation de la frontière saharo-libyenne. Le colonel était, depuis la première mission française du Fezzan (1944), passionné de préhistoire. Il avait publié en collaboration avec le Dr H. Marchand, plusieurs notes sur le Néolithique saharien. Après 30 années de Sahara, il avait réuni une collection d'une qualité exceptionnelle. Cet ensemble fut donné, selon sa volonté, au musée national du Bardo (Algérie) à Alger.
Fort Thiriet était également le siège d'une des compagnies méharistes sahariennes celle de Mariksène.
Le fort fut le théâtre de violents combats entre les Forces françaises Libres et l'armée italienne à partir du 9 janvier 1943.
Ce poste avancé fut aussi attaqué par des soldats tunisiens lors de la crise de Bizerte les 20 et 21 juillet 1961.
C’est également un ancien terrain d'aviation de l'armée française en l'Afrique française du Nord (AFN).

## Aujourd’hui
La particularité du désert fait que la trace de la piste d’atterrissage est toujours visible, notamment sur les vues satellites.

À comparer avec d’anciennes photos.